# David A. Snow
David A. Snow est un éminent professeur de sociologie à l'Université de Californie, Irvine Il publie principalement sur les nouveaux mouvements religieux et les pauvres.

## Honneurs et Récompenses
Snow a reçu de nombreux honneurs et récompenses pour son travail. La Société pour l'Étude des Problèmes Sociaux lui a attribué le Lee Founders Award pour sa carrière de contributions à l'étude des problèmes sociaux en 2008. En 2011, il a obtenu de l'UCI, la plus haute distinction de la faculté, Professeur Distingué. En 2012, l'Association des Anciens élèves de l'UCI a accordé à Snow le Lauds & Laurels Prix d'excellence pour ses recherches. 